# Aramari
Aramari är en kommun i Brasilien.   Den ligger i delstaten Bahia, i den östra delen av landet, 1 100 km öster om huvudstaden Brasília. Antalet invånare är 10 039.
Omgivningarna runt Aramari är huvudsakligen savann. Runt Aramari är det ganska glesbefolkat, med 28 invånare per kvadratkilometer.